# Amphiploïdie
L’amphiploïdie (du grec amphi, "double" et ploïdie) consiste au doublement du stock chromosomique à l’intérieur des cellules. On parle alors de plantes amphiploïdes. C'est un phénomène génétique très répandu et sans doute propre aux végétaux.
Ce phénomène permet de lever la stérilité des plantes hybrides, due à l’impossibilité pour les chromosomes issus des 2 espèces parentales de s’apparier lors de la méiose pour former les gamètes (les chromosomes des deux espèces étant trop différents qualitativement ou quantitativement). Le doublement chromosomique permet à chaque chromosome de trouver un homologue avec qui s’apparier (on parle dans ce cas d’allopolyploïdie).
L’amphiploïdie peut être provoquée expérimentalement avec l’utilisation de composés qui bloquent la formation du fuseau mitotique des cellules, par exemple la colchicine.
L’amphiploïdie joue un rôle majeur dans la spéciation des végétaux, et est très utilisée en agronomie pour la création d’espèces nouvelles, particulièrement chez les blés (exemple récent, le triticale).